# Ministry Griffith
Das Ministry Griffith war das zweite Kabinett, das im zweiten Dáil Éireann gebildet wurde.

## Hintergrund
Als am 7. Januar 1922 der Anglo-Irische Vertrag unterzeichnet wurde, der von Éamon de Valera abgelehnt wurde, trat dieser als Präsident zurück. Er wurde zwar erneut als Präsident vorgeschlagen, erhielt jedoch keine Mehrheit (58 Stimmen für ihn, 60 gegen ihn). Daraufhin schlugen Michael Collins und Eoin O’Duffy Arthur Griffith als Präsidenten vor. Da de Valera und seine Anhänger das Parlament verließen, wurde Griffith einstimmig gewählt. Das Kabinett wurde von der britischen Regierung jedoch nicht anerkannt.
Am 16. Januar 1922 trat eine zweite Regierung unter Michael Collins als Vorsitzendem an (die Provisorische Regierung von 1922).

## Zusammensetzung
Dem Ministry präsidierte Arthur Griffith. Es wurde zwischen Ministern mit Kabinettsrang und ohne Kabinettsrang sowie Assistenzministern unterschieden.
Das Kabinett bestand vom 10. Januar 1922 bis zum 9. September 1922. Alle Mitglieder gehörten zum damaligen Zeitpunkt der Sinn Féin an. 
Mit dem Tod von Michael Collins wurde die koexistierende Regierung aufgelöst. Das nachfolgende Ministry Cosgrave I war die zweite provisorische Regierung Irlands.
| Amt                                                  | Name                                              | Name                    |
| ---------------------------------------------------- | ------------------------------------------------- | ----------------------- |
| Präsident des Dáil Éireann (Príomh aire)             |                                                   | Arthur Griffith         |
| Finanzminister                                       |                                                   | Michael Collins         |
| Außenminister                                        |                                                   | George Gavan Duffy      |
| Außenminister                                        | Arthur Griffith (26. Juli 1922 – 12. August 1922) |                         |
| Außenminister                                        | Michael Hayes (21. August 1922 – 30. August 1922) |                         |
| Justizminister (Minister für Innere Angelegenheiten) |                                                   | Eamonn Duggan           |
| Minister für Lokalverwaltung                         |                                                   | William Thomas Cosgrave |
| Wirtschaftsminister                                  |                                                   | Kevin O’Higgins         |
| Verteidigungsminister                                |                                                   | Richard Mulcahy         |

Ohne Kabinettsrang waren die folgenden Minister:
| Amt                     | Name | Name               |
| ----------------------- | ---- | ------------------ |
| Erziehungsminister      |      | Michael Hayes      |
| Handelsminister         |      | Ernest Blythe      |
| Landwirtschaftsminister |      | Patrick Hogan      |
| Arbeitsminister         |      | Joseph McGrath     |
| Informationsminister    |      | Desmond FitzGerald |

Assistenzminister waren:
| Amt                                          | Name | Name           |
| -------------------------------------------- | ---- | -------------- |
| Assistenzminister für die Lokale Verwaltung  |      | Lorcan Robbins |
| Assistenzminister für Innere Angelegenheiten |      | George Nicolls |
| Assistenzminister für Erziehung              |      | Frank Fahy     |

## Bemerkungen
1. ↑  Nach dem Ausbruch des Irischen Bürgerkriegs sollte Duffy eine Haftprüfung auf parlamentarischen Beschluss hin gegenüber George Oliver Plunkett veranlassen, der ohne Haftbefehl inhaftiert worden war. Dem widersetzte er sich und trat noch im Juli 1922 zurück.